# Ben 10: A legnagyobb kihívás
A Ben 10: A legnagyobb kihívás (eredeti cím: Ben 10: Ultimate Challenge) című angol televíziós műsor a Twenty twenty által készített vetélkedő, amelyben eldől ki a legnagyobb Ben 10-rajongó a saját országában. A magyar változatát, amelyet Puskás Péter vezet, 2011 nyarán forgatták Londonban, 36 versenyzővel. A versenyre 7–11 éves gyermekek jelentkezését várták. Ez a változat futott Romániában is, román szinkronnal. A műsornak több további országbeli változata is van. Magyarországon 2011. november 28-án 17.15-kor mutatták be a Cartoon Network-ön. A 10. részben, vagyis a fináléban az előző kilenc rész győztesei küzdöttek meg a végső győztesnek járó díjért.

## Más változatok
- arab
- argentin
- brazil
- brit
- dán
- francia
- holland
- lengyel
- német
- norvég
- olasz
- orosz
- spanyol
- török